# Presidente Prudente
Presidente Prudente è una città del Brasile nello Stato di San Paolo, parte della mesoregione di Presidente Prudente e della microregione omonima.

## Geografia
Presidente Prudente è situata nella parte occidentale dello stato di San Paolo, a 558 km ad ovest di San Paolo.

## Toponimo
Il nome della città è un omaggio a Prudente de Morais, presidente del Brasile dal 15 novembre 1894 al 15 novembre 1898.

## Storia
La città è stata fondata nel 1917.

## Società

### Religione
La città è sede della diocesi di Presidente Prudente, istituita nel 1960 è suffraganea dell'arcidiocesi di Botucatu.

## Infrastrutture e trasporti

### Strade
La principale via d'accesso alla città è l'autostrada BR-374, che unisce San Paolo alla parte occidentale dello stato.

### Aeroporti
L'aeroporto di Presidente Prudente è servito da voli interni.